# Callaeum clavipetalum
Callaeum clavipetalum là một loài thực vật có hoa trong họ Malpighiaceae. Loài này được D.M.Johnson mô tả khoa học đầu tiên năm 1986.